# Chemin de fer de Milly-sur-Thérain à Formerie
La ligne de Milly-sur-Thérain à Formerie est une ancienne ligne de chemin de fer secondaire des Chemins de fer départementaux de l'Oise.

## Histoire
La ligne est mise en service le 22 octobre 1894 par la Compagnie des Chemins de fer de Milly à Formerie et de Noyon à Guiscard et à Lassigny (NFNGL).
En 1920, la compagnie est absorbée par la Compagnie générale de voies ferrées d'intérêt local (CGL) qui reprend l'exploitation de la ligne.